# Louis Arenilla
 (novembre 2018).
Si vous disposez d'ouvrages ou d'articles de référence ou si vous connaissez des sites web de qualité traitant du thème abordé ici, merci de compléter l'article en donnant les références utiles à sa vérifiabilité et en les liant à la section « Notes et références ».
Louis Arenilla (Mirande, 31 août 1918 - Paris 12e, 14 avril 2003) est un philosophe français.

## Biographie
Fils d'Étienne Arenilla, professeur, et d'Agnès Seingès, institutrice, il épouse le 4 août 1953 Aline Béros, professeur agrégée de lettres (2 enfants : Etienne, Jean-Jacques (1960-1993). Il passe par l'École normale d'instituteurs d'Auch, l'École normale supérieure de Saint-Cloud, Sorbonne et est agrégé de philosophie.
Instituteur et Résistant pendant la Seconde Guerre mondiale, agrégé de philosophie, professeur d'école normale (1950-1953  et 1954-1958), attaché à l'Institut National de Recherche et de Documentation Pédagogique (1953-1954), inspecteur de l'enseignement primaire (1957-1963), Inspecteur d'Académie à Vesoul (1963-1968), à Melun (1968-1978), puis conseiller technique au cabinet du Ministre de l'Éducation nationale (1980), chargé de mission auprès du directeur général de la Programmation et de la Coordination (1981), chargé de mission auprès du directeur de l'Union Nationale du Sport Scolaire (1983), il a aussi collaboré avec de nombreuses revues dont Diogène, Analyse et Prévision, Coopération Technique, la Revue d'Histoire Economique et Sociale, La Nouvelle Revue française et les Cahiers internationaux de sociologie. Il fut membre du comité de rédaction de La Quinzaine littéraire de 1988 à sa mort.
Il est Chevalier de la Légion d'Honneur, Officier de l'Ordre National du Mérite, Croix de guerre 39-45, Commandeur des Palmes Académiques.

## Œuvres
- février 2000 : Luther et notre société libérale, L'Harmattan.
- avril 2000 : Dictionnaire de pédagogie, avec Bernard Gossot, Marie-Claire Rolland, Marie-Pierre Roussel, Bordas